# Svetlana Malahova-Sjisjkina
Svetlana Malahova-Sjisjkina, född 1977 i Serebryansk är en kazakisk längdåkare.
Hennes bästa resultat individuellt någonsin i Olympiska vinterspelen är en fjortonde plats i Pragelato 2006. Hennes hittills enda pallplacering i Världscupen är en tredje plats från Changchun 2007. Hon tog en elfte plats i 10 kilometersloppet i Världsmästerskapen i Liberec 2009. Detta var hennes bästa placering individuellt under de mästerskapen.